# An Oxford Elegy
An Oxford Elegy è un'opera per narratore, piccolo coro misto e piccola orchestra, scritta da Ralph Vaughan Williams tra il 1947 e il 1949.

## Storia
Il lavoro utilizza parti di due poesie di Matthew Arnold, "The Scholar Gipsy" e "Thyrsis". La prima esecuzione ebbe luogo privatamente, mentre la prima in pubblico ebbe luogo ad Oxford nel giugno del 1952, con Steuart Wilson come oratore e Bernard Rose direttore d'orchestra.
Per tutta la vita Vaughan Williams aveva voluto creare un'opera tratta da "Scholar Gipsy" di Arnold. Già nel 1901 aveva abbozzato una melodia che alla fine aveva trovato la sua strada nel lavoro successivo. Con una mossa insolita impiegò un narratore per recitare il testo. Il coro in genere canta senza parole, solo occasionalmente declamando parti del testo per echeggiare l'oratore.
A typical performance usually lasts 20–25 minutes.
Vaughan Williams di solito non scriveva musica malinconicamente nostalgica, ma il soggetto rende necessario un tale approccio. Il pezzo verso la fine ha un sottile cambiamento verso la rassegnazione e persino l'accettazione. L'opera nel suo insieme è un'evocazione amorevole e meditabonda dei tempi e dei luoghi di Arnold. Hugh Ottaway ha caratterizzato il lavoro come una "pastorale" come natura. Peter Pirie ha postulato che quest'opera è l'omaggio di Vaughan Williams al suo amico e collega compositore Gustav Holst ed ha notato la sua affinità estetica con Flos Campi.
Uno spettacolo tipico di solito dura 20–25 minuti.

## Incisioni
- HMV ASD 2487: John Westbrook (oratore); King's College Choir; Jacques Orchestra; Sir David Willcocks (prima incisione)[4]
- Centaur CRC 2299: Gerard Killebrew (oratore); Chorus Civitas (orchestra e coro); Robert Taylor, direttore
- Nimbus Records NI 5166: Jack May (oratore); Christ Church Cathedral Choir; English String Orchestra; Stephen Darlington, direttore
- Naxos 8.573426: Jeremy Irons, (oratore); City of London Choir; London Mozart Players; Hilary Davan Wetton, direttore